# Péninsule de Dingle
La péninsule de Dingle (en irlandais : Corca Dhuibhne) est située dans le comté de Kerry. A son extrémité se trouve le point le plus à l'ouest de l’île d’Irlande, Dunmore Head. La péninsule tient son nom de sa principale ville, Dingle.

## Géographie

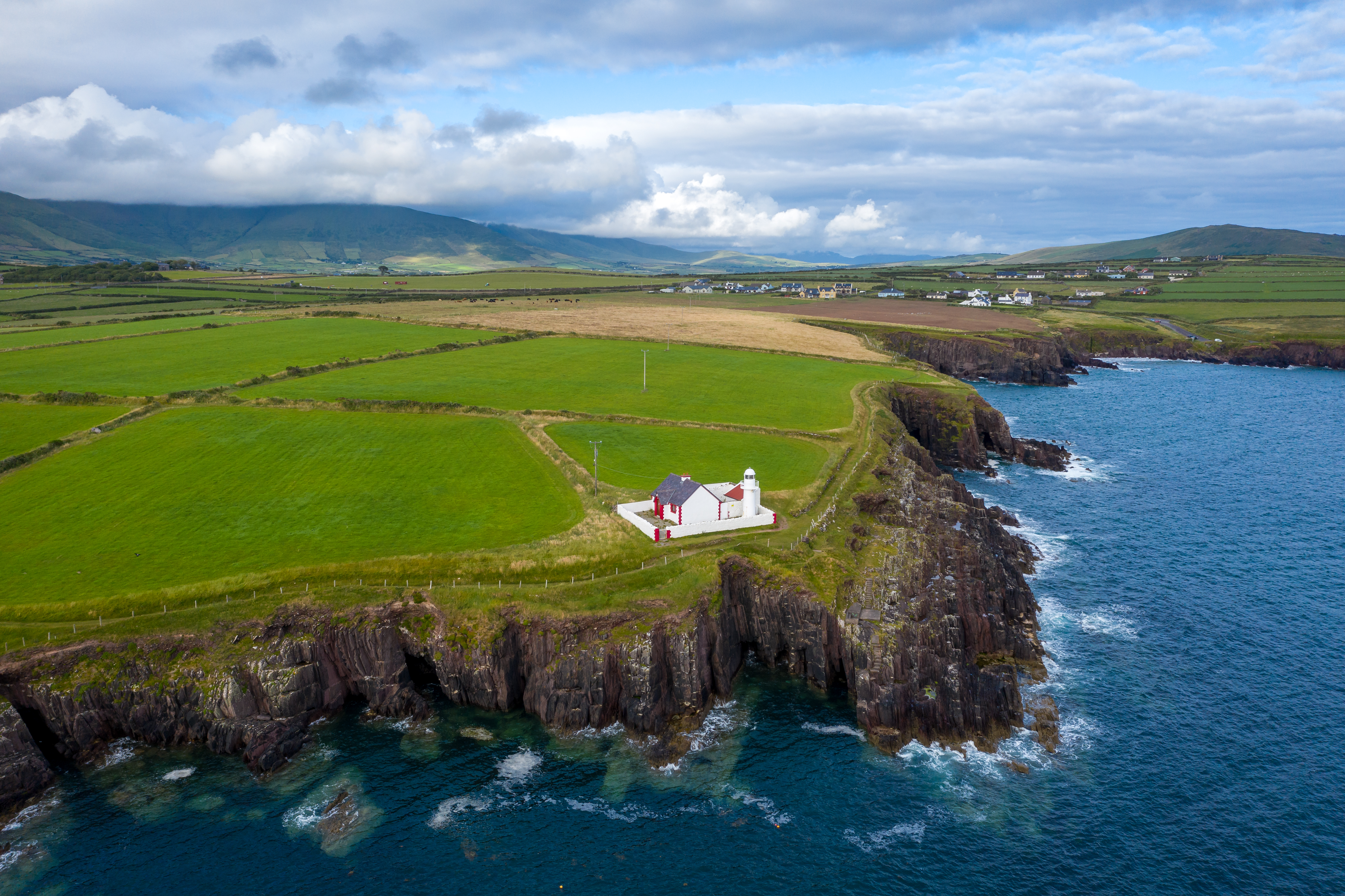
Le phare de Dingle dans la péninsule de Dingle. Juillet 2019.

La péninsule existe grâce à la présence d’une chaîne de montagnes le Sliabh Mish qui s’avance dans la mer. Le mont Brandon avec ses 951 mètres d’altitude est le plus haut sommet d'Irlande en dehors des sommets des Macgillycuddy's Reeks. Formé d'une crête de 9 km de long, son nom provient de Saint Brendan « le navigateur », dont la légende rapporte qu’il est monté jusqu’au sommet vers l’an 530 pour voir les Amériques, avant d’embarquer sur son bateau pour les atteindre par la mer, au Labrador.
Tout proche, Conor pass (entre Dingle et Castlegregory) est le plus haut col d’Irlande.
À l’extrémité ouest de la péninsule, se trouve l’archipel des îles Blasket. Cet archipel a été évacué de ses habitants dans les années 1950. Le gouvernement irlandais jugeait les conditions de vie sur ces îles trop difficiles, en particulier en termes de desserte médicale. Juste en face se trouve le Mont Eagle, accessible au départ de Ventry ou de l'historique Krugers Pub à Dunquin, d'une altitude dépassant 500 mètres et qui offre un panorama réputé, à 360 degrés sur les terres et sur l'océan, via une randonnée facile sur des croupes herbeuses.
L’extrême ouest de la péninsule est une Gaeltacht, une zone où la langue irlandaise est encore parlée quotidiennement par les habitants.

### Tourisme
La péninsule de Dingle est considérée comme un haut lieu du tourisme irlandais. Ses plages sont très prisées.  On y trouve de très nombreux vestiges de la préhistoire et du Moyen Âge, notamment l'Oratoire de Gallarus, des Beehive huts et le Fort de Dunbeg.
Le lieu contient 20% des inscriptions oghamiques anciennes qui existent dans le monde.

## Culture

### Cinéma
Le site de Dunmore, situé à l'extrémité de  la péninsule de Dingle, a servi à l'installation différents plateaux de tournage de Star Wars, pour "Le Réveil de la Force" et "Star Wars - Episode VIII"
La plage de Coomeenoole, à Slea Head (Ceann Sléibhe), servit notamment de cadre pour certaines scènes du film La Fille de Ryan (1970) de David Lean.
Vingt ans après Tom Cruise et Nicole Kidman viennent à Dingle pour interpréter "Horizons lointains, sorti en 1992, de Ron Howard. Un récit qui, dans un décor à couper le souffle, met en scène deux émigrants irlandais de la fin du XIXe siècle.
Donne-moi ta main (2010) d'Anand Tucker a aussi été tourné sur ces lieux.

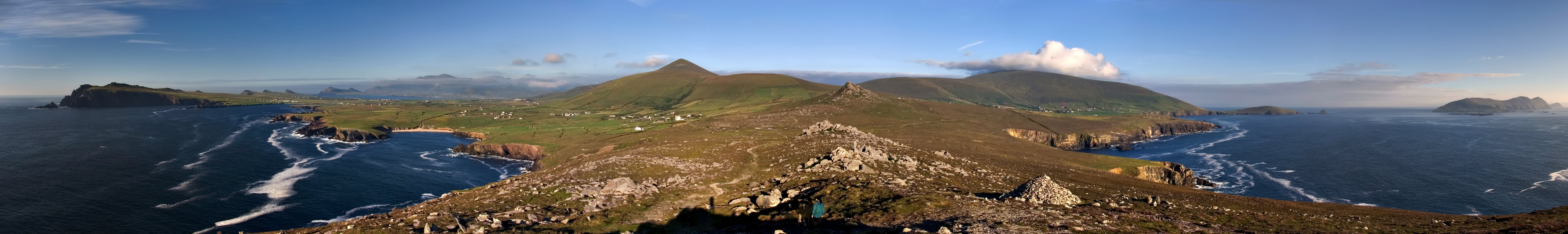
Panorama de la péninsule de Dingle.

## Villages
- Baile an Fheirtéaraigh
- Baile na nGall
- Ceann Trá
- Dún Chaoin